# Valeriu Bularca
Valeriu Bularca   (Întorsura Buzăului, 14 de febrer de 1931 - Brașov, 7 de febrer de 2017) fou un lluitador romanès, especialista en lluita grecoromana, que va competir durant les dècades de 1950 i 1960.
El 1960 va prendre part en els Jocs Olímpics de Roma, on fou quinzè en la competició del pes welter del programa de lluita grecoromana. Quatre anys més tard, als Jocs de Tòquio, guanyà la medalla de plata en la competició del pes lleuger del programa de lluita grecoromana.
En el seu palmarès també destaquen una medalla d'or i una de bronze al Campionat del món de lluita i sis títols nacionals entre 1957 i 1964.